# Oligia rampartensis
Oligia rampartensis là một loài bướm đêm trong họ Noctuidae.